# 1387 هـ
1387 هـ هي سنة في التقويم الهجري امتدت مقابلةً في التقويم الميلادي بين سنتي 1967 و1968.

## أحداث
- 29 محرم - تقديم الملاكم محمد علي كلاي للمحاكمة بتهمة التهرب من أداء الخدمة العسكرية في الجيش الأمريكي الذي كان يخوض حربًا في فيتنام.
- 14 صفر - جمال عبد الناصر يقرر إغلاق خليج العقبة في وجه الملاحة الإسرائيلية.
- 21 صفر - الملك حسين وجمال عبد الناصر يوقعان اتفاقية الدفاع المشترك بين مصر والأردن.
- 27 صفر - نجاح القوات الإسرائيلية في احتلال الضفة الغربية وقطاع غزة بفلسطين والجولان السورية وسيناء المصرية، وإصابة القوات العربية بكبرى الخسائر الحربية في العصر الحديث على يد القوات الإسرائيلية.
- 28 صفر - القوات الإسرائيلية تدخل القدس، ووزير الدفاع الإسرائيلي يصرح بأنهم استولوا على أورشليم وإنهم في الطريق إلى بابل، وذلك في ثاني أيام حرب الأيام الستة.
- 29 صفر - إسرائيل تحتل كامل القدس الشرقية.
- 1 ربيع الأول - الطائرات الحربية الإسرائيلية تهاجم سفينة التجسس الأمريكية «ليبرتي» وتغرقها، وتقتل 34 بحارًا، وتصيب 171 آخرين، حيث أنها ظنتها السفينة المصرية «القصير».
- 2 ربيع الأول -
  - جمال عبد الناصر يعلن للشعب تنحيه عن رئاسة الجمهورية وذلك بسبب الهزيمة في حرب الأيام الستة.
  - السلطات الإسرئيلية تهدم حي المغاربة بمدينة القدس.
- 3 ربيع الأول - نهاية حرب الأيام الستة بهزيمة العرب واحتلال إسرائيل للقدس الشرقية وهضبة الجولان السورية وشبه جزيرة سيناء المصرية.
- 4 جمادى الأولى - ستون من كبار أثرياء اليهود في العالم يعقدون مؤتمرًا في القدس يتعهدون فيه بدعم إسرائيل ماليًا.
- 24 جمادى الأولى - عقد مؤتمر القمة العربية الرابع في الخرطوم وذلك بعد حرب الأيام الستة، وفد أسميت القمة بقمة اللاءات الثلاثة.
- 26 جمادى الأولى - صدور بيان مؤتمر القمة العربي الذي انعقد في الخرطوم بعد هزيمة مصر وسوريا من إسرائيل في حرب النكسة، ودعا البيان إلى ضرورة الصمود ضد العدوان، والإصرار على المقاومة واسترداد الحقوق المسلوبة.
- 10 جمادى الآخرة - انتحار المشير عبد الحكيم عامر بتناولة السم.
- 17 رجب - نجاح القوات البحرية المصرية في إغراق المدمرة الإسرائيلية إيلات.
- 23 رجب - محمد رضا بهلوي يتوج نفسه إمبراطورًا على إيران.
- 3 شعبان - انقلاب في الجمهورية العربية اليمنية يطيح بالمشير عبد الله السلال أثناء زيارته لبغداد، وتشكيل مجلس رئاسي من ثلاثة أمناء هم عبد الرحمن الأرياني ومحمد علي عثمان وأحمد محمد نعمان وتشكيل حكومة برئاسة محسن العيني، والمعروف أن حكومة السلال كانت تلقى دعمًا عسكريًّا من حكومة الرئيس جمال عبد الناصر..
- 20 شعبان - صدور قرار مجلس الأمن الدولي رقم 242 بعد حرب النكسة، وقد نص القرار على انسحاب إسرائيل من الأراضي التي إحتلتها نتيجة هذه الحرب واحترام سيادة دول المنطقة على أراضيها وحرية الملاحة في الممرات الدولية وحل مشكلة اللاجئين وإنشاء مناطق منزوعة السلاح.
- 26 شعبان - القوات البريطانية تنسحب من عدن واليمن الجنوبي بعد تصاعد الانتفاضة الشعبية ضدها.
- 28 شعبان - استقلال اليمن الجنوبي برئاسة قحطان محمد الشعبي.
- 10 رمضان - جورج حبش يعلن تأسيس الجبهة الشعبية لتحرير فلسطين.
- 11 رمضان - جمهورية اليمن الديمقراطية الشعبية تصبح عضوًا في جامعة الدول العربية.
- 13 رمضان - الجبهة الشعبية لتحرير فلسطين تصدر بلاغها العسكري الأول.
- 9 شوال - إنشاء منظمة الأقطار العربية المصدرة للبترول.
- 13 شوال - اندلاع حرب أهلية دامية في عدن ومعظم أنحاء جمهورية اليمن الديمقراطية الشعبية بين الجناحين الرئيسيين في الحزب الاشتراكي اليمني.
- 3 ذو القعدة - قيام الملك فيصل بن عبد العزيز آل سعود بتعيين بدر بن عبد العزيز آل سعود كنائب لرئيس الحرس الوطني السعودي.
- 13 ذو القعدة - اشتعال القتال على الحدود الأردنية / الإسرائيلية بين الجيش الإسرائيلي وقوات المقاومة الفلسطينية.
- 16 ذو الحجة - جمهورية اليمن الديمقراطية الشعبية تشهد تمرد سياسي بعد أقل من عام على استقلالها.
- 22 ذو الحجة - نشوب معركة الكرامة في الأردن بين القوات الإسرائيلية والأردنية.

## مواليد
- أحمد الحمد - نائب في مجلس الامة الكويتي.
- أسامة أحمد النجار، سياسي فلسطيني.
- أيمن حسن
- بشار كيوان - رجل أعمال فرنسي من اصل سوري.
- سعود بوصليب - نائب في مجلس الامة الكويتي.
- سعد الغامدي
- سمير هلال
- صدقي المقت
- عبد الرحمن بن مساعد بن عبد العزيز آل سعود
- عبد الله بن شايق
- عبد السلام بن برجس آل عبد الكريم
- علي كركي , قائد عسكري في حزب الله اللبناني.
- عبد العزيز فهد المرزوق ، رئيس نادي الكويت السابق.
- عبد العزيز الأحمد
- عبد العزيز الشايجي، مهندس وسياسي كويتي.
- عبد العزيز المزراق
- ماجد بن عبد الله الحقيل.
- طارق المزرم الناطق الرسمي باسم حكومة الكويت.
- فيصل الشعلان - حارس مرمي نادي القادسية الكويتي السابق.

## وفيات
- نجيب الأرمنازي
- ألفرد تشستر بيتي
- أمين سعيد
- أمين محمود خطاب
- أنعم ناصر
- 29 رجب - جمال الدين الشيال، عميد كلية الآداب بجامعة الإسكندرية، وأستاذ التاريخ الإسلامي بها وأحد كبار المؤرخين العرب والمسلمين.
- جورجيو ليفي دلا فيدا
- 26 رمضان - حميد الأحمر، سياسي ورجل أعمال يمني.
- سعيد كامل الصباغ
- 23 ربيع الأول - شكري القوتلي، رئيس سوريا ومؤسس الجمهورية العربية المتحدة مع جمال عبد الناصر.
- 10 جمادى الآخرة - عبد الحكيم عامر، مشير والرجل الثاني في عهد جمال عبد الناصر.
- عبد العزيز بن محمد الشثري
- عبد المحسن الفرم
- عبد المنعم الغلامي
- محمد العجاجي
- محمد بدوي الديراني
- محمد سعيد الهندي
- 8 صفر - محمد فريد أبو حديد، أحد رواد القصة التاريخية ومن أوائل من كتبوا الشعر المرسل وعضو مجمع اللغة العربية بالقاهرة.
- نبيه أمين فارس